# Division No 14 (Alberta)
Pour les articles homonymes, voir Division No 14.

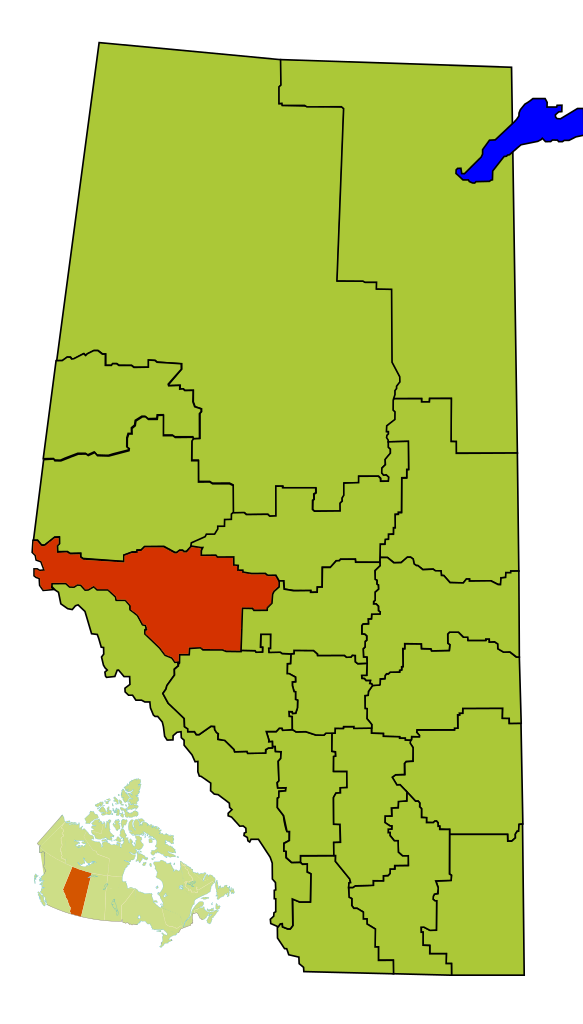
La division numéro 14 de la province d'Alberta au Canada

La Division No 14 est une division de recensement de 28 584 habitants en 2011, située dans la province d'Alberta, au Canada.